# Трансваальская супергруппа
Трансваальская супергруппа — неоархейская/раннепротерозойская последовательность платформ, развившихся на Каапвальском кратоне. Возраст — приблизительно 2.65-2.05 млрд лет. Включает в себя три цепочки, ограниченные эрозионными плоскостями. Выходит на поверхность в двух местах — в Трансваальском Бассейне (Бушвельдский комплекс) и в Грикваландском Западном бассейне на границе Каапвааля. Два бассейна разделены широкой равниной Врибург Арк.